# Oplage (numismatiek)
De oplage (Engels: mintage, Frans: tirage, Duits: Auflage) is in de numismatiek het aantal geslagen munten van een specifieke uitgifte of serie. Dit wordt ook wel het slagaantal genoemd. De oplage is van cruciaal belang voor verzamelaars, omdat het direct invloed heeft op de zeldzaamheid en waarde van een munt.

## Factoren die de oplage beïnvloeden
De oplage van een munt kan variëren afhankelijk van verschillende factoren:
- Doel: Circulatiemunten, bedoeld voor algemeen gebruik, worden meestal in grotere hoeveelheden geslagen dan herdenkings- of verzamelmunten. Herdenkingsmunten hebben vaak een beperkte oplage om hun exclusiviteit en verzamelwaarde te verhogen.[1]
- Vraag en economie: De vraag naar een munt kan de oplage sterk beïnvloeden. Tijdens perioden van economische bloei kunnen er meer munten nodig zijn voor circulatie, terwijl in tijden van economische recessie de productie kan afnemen. Bovendien kan een specifieke munt als verzamelobject alleen in beperkte oplage worden geslagen om de interesse van verzamelaars te bevorderen.[2]
- Techniek en materiaal: In de loop der tijd hebben de productiemethoden van munten zich ontwikkeld. Vroeger werd de oplage beperkt door de technische capaciteit van munthogers en de beschikbare metalen. Tegenwoordig kunnen de moderne productiemethoden de oplage enorm verhogen, vooral voor circulatiemunten. De keuze van materiaal, zoals goud of zilver voor herdenkingsmunten, kan ook de oplage beïnvloeden, aangezien de kosten voor deze edelmetalen een belangrijke rol spelen in de productie.[3]

## Historisch en numismatisch belang
Historisch gezien heeft de oplage van munten een belangrijke invloed gehad op de economie en de handel. In vroeger tijden was het aantal munten dat in omloop werd gebracht een indicatie van de rijkdom van een land. De oplage van bepaalde munten, vooral in tijden van oorlog of politieke instabiliteit, werd soms verminderd om kosten te besparen of de waarde van de munten te controleren. 
Voor verzamelaars is de oplage een sleutelindicator voor de zeldzaamheid van een munt. Munten met een lagere oplage worden vaak als meer waardevol beschouwd, vooral als ze in uitstekende staat verkeren. Dit geldt met name voor herdenkingsmunten en andere speciale uitgaven die vaak in beperkte oplage worden geslagen om de waarde en aantrekkingskracht voor verzamelaars te vergroten.

## Moderne toepassingen
In de moderne muntproductie wordt de oplage vaak bepaald door de behoeften van het land en de economische situatie. Sommige landen slaan jaarlijks miljoenen munten voor dagelijks gebruik, terwijl andere landen munten produceren voor speciale edities of herdenkingen, die vaak in beperkte oplage beschikbaar zijn. De oplage van deze speciale munten kan zorgvuldig gecontroleerd worden om de zeldzaamheid en daarmee de waarde te verhogen. 
Met behulp van geavanceerde technologieën kunnen moderne munten massaal geproduceerd worden, wat de oplage van circulatiemunten aanzienlijk vergroot. Echter, voor verzamelobjecten worden oplages vaak beperkt om de exclusiviteit te behouden. Dit kan bijvoorbeeld het geval zijn bij munten van edelmetalen zoals goud en zilver, die vaak een certificaat van echtheid bevatten dat het slagaantal bevestigt.